# Erol Iba
Erol Iba (Jayapura, 6 agosto 1979) è un ex calciatore e allenatore di calcio indonesiano, di ruolo difensore.

## Caratteristiche tecniche
Era un terzino sinistro.

## Carriera

### Club
Comincia a giocare al Persipura. Nel 1998 si trasferisce al Semen Padang. Nel 2003 passa al PSPS Pekanbaru. Nel 2004 viene acquistato dall'Arema Malang. Nel 2007 passa al Persik Kediri. Nel 2008 si trasferisce al Pelita Jaya. Nel 2009 viene acquistato dal Persipura. Nel 2010 si trasferisce al Persebaya Surabaya. Nel 2013 viene acquistato dal Gresik United. Nel 2014 si trasferisce allo Sriwijaya. Nel 2015 passa al Persepam Madura Utama.

### Nazionale
Ha debuttato in nazionale il 23 agosto 2006, nell'amichevole Malesia-Indonesia (1-1). Ha partecipato, con la nazionale, alla Coppa d'Asia 2007. Ha collezionato in totale, con la maglia della nazionale, 18 presenze.